# Slapt-get
slapt-get es un sistema basado en APT para el manejo de paquetes en la distribución Slackware GNU/Linux. Fue escrito por Jason Woodward en el año 2003 y trata de proporcionar las mismas capacidades que la versión original de Debian GNU/Linux del software apt-get
slapt-get contiene una biblioteca en C llamada libslapt-get que permite la creación de otros entornos de interfaz gráfica, como gslapt.
Puede utilizarse o está incluido de serie en varias distribuciones basadas en Slackware como Slamd64, SLAX, GoblinX, Vector Linux, Wolvix
La última versión es la 0.11.11 del 2025-01-04

## Características
Las características más notables del sistema son:
- Utiliza herramientas nativas de Slackware como installpkg o updatepkg.
- Soporta múltiples fuentes de paquetes.
- Almacena datos temporales en la caché relativos a paquetes y los actualiza desde las fuentes.
- Soporta protocolo HTTP, HTTPS, FTP, FTPS, file:// y más (a través de libcurl).
- Continúa con descargas interrumpidas y revisa integridad de los ficheros descargados mediante sumas MD5.
- Muestra paquetes disponibles e instalados según los datos de la caché.
- Soporta búsqueda de paquetes mediante estándares POSIX y expresiones regulares.
- Manejo de paquetes por nombre y/o por versión específica.
- Obtener y aplicar actualizaciones de software.
- Actualizar de una versión de Slackware a otra mediante pasos muy simples.
- Muestra descripciones de paquetes como tamaño, dependencias, conflictos, etc.
- Excluye paquetes de las actualizaciones según nombre o expresiones regulares.
- Motor de transacción para instalar, actualizar y eliminación, reportando información de lo que se hará y asegurando así la integridad de la ejecución de la acción.
- Algoritmo de comparación de versiones para evitar cambios a versiones anteriores de un paquete.
- Soporte de internacionalización mediante GNU gettext, soportando más de 20 lenguajes.
- Verificación exhaustiva de integridad de los datos, como escribir cambios sólo si todas las fuentes fueron descargadas correctamente y así también sólo descargando fuentes que hayan cambiado desde la última vez que se actualizaron.

## Dependencias
slapt-get no proporciona soporte para la resolución de dependencias de paquetes incluidos en la distribución de Slackware. Sin embargo, proporciona un marco de trabajo para la resolución de dependencias de paquetes compatibles con Slackware, parecida al estilo de personalización manual de APT. Varias fuentes de paquetes y distribuciones basadas en Slackware hacen uso extensivo de esta característica.
Agregar información para la resolución de dependencias no requiere modificar los paquetes, sino que puede incluirse en el archivo PACKAGES.TXT, basado en el formato original de Slackware. slapt-get utiliza una extensión de este formato, añadiendo líneas como PACKAGE REQUIRED, PACKAGE SUGGESTS y otras. Estas líneas son procesadas por slapt-get al descargar o instalar paquetes.
Es común que los repositorios de terceros agreguen esta información automáticamente al generar el archivo PACKAGES.TXT. La inclusión de estos campos no afecta la instalación con herramientas como pkgtool, ya que simplemente los ignoran y los descartan tras la instalación.
Existen otros métodos para agregar información de dependencias a los paquetes sin modificar el paquete provisto por Volkerding.